# Björn Wirdheim
Björn Karl Mikael Wirdheim (Växjö, 4 aprile 1980) è un pilota automobilistico svedese, campione internazionale di Formula 3000 nel 2003.

## Carriera
Dopo avere cominciato con i kart all'età di 10 anni, esordisce nel 1996 nel campionato svedese Formula Ford 1600 Junior Championship, dominandolo nel 1997 (17 vittorie in un anno). Dopo due anni nella Formula Palmer Audi, si trasferisce in Germania per due stagioni (2000 e 2001) in Formula 3.
Esordisce con la Arden International nel campionato internazionale Formula 3000 nel 2002 con una vittoria, per poi vincere tre gare e il campionato nel 2003. Durante questa stagione perde inoltre la gara di Montecarlo in quanto, credendo di avere già passato la linea del traguardo, rallenta per salutare la squadra e il pubblico, con il risultato di farsi superare prima dell'arrivo da Nicolas Kiesa.
Nel 2003 parallelamente fa il suo ingresso in Formula 1 testando una BAR, ha esordito in un fine settimana del campionato, correndo nelle prove libere del GP degli Stati Uniti con la Jordan. Nel 2004 ha assunto il ruolo di terzo pilota per la Jaguar, con cui ha partecipato alle prove di tutti gli eventi stagionali. Nella stagione 2005 ha corso nel campionato Champ Car in America con il team HVM di Keith Wiggins, lasciandolo dopo 11 gare.